# Québec
Québec (französisch [keˈbɛk], englisch Quebec [kwɨˈbɛk] oder [kəˈbɛk], ursprünglich Algonkin Kebec für „wo der Fluss enger wird“; deutsche Schreibweise auch Quebec ohne Akzent) ist eine Provinz von Kanada. Québec ist hinsichtlich der Fläche die größte Provinz und diejenige mit dem größten frankophonen Bevölkerungsanteil. Mit ihrer Sprache, ihrer Kultur und ihren Institutionen stellt sie eine eigenständige nationale Gemeinschaft innerhalb Kanadas dar.

## Übersicht
Québec liegt im Osten Kanadas zwischen der Hudson Bay und der Grenze zu den Vereinigten Staaten entlang des Sankt-Lorenz-Stroms (französisch Fleuve Saint-Laurent). Die Hauptstadt der Provinz heißt ebenfalls Québec; die größte Stadt ist Montréal.
Die Bevölkerung umfasste im Jahr 2021 rund 8,52 Millionen Einwohner, die Quebecer (französisch Québécois), und ist damit die zweit-bevölkerungsreichste Provinz Kanadas nach Ontario. 2006 wurden die Quebecer offiziell als „Nation in einem vereinten Kanada“ anerkannt. Eine Nation kann sich auf das Völkerrecht berufen, das häufig als „internationales Recht“ bezeichnet wird, eine ethnische Gruppe hingegen nur auf Minderheitenschutz. Ebenfalls als Nationen, Premières Nations (englisch First Nations), wird im offiziellen Sprachgebrauch ein Teil der Ureinwohner Kanadas bezeichnet.
Während in Kanada sowohl das Englische als auch das Französische die Amtssprachen sind, ist die ausschließliche Amtssprache der Provinz Québec das Französische. Die Québecer Politik ist von einer permanenten Debatte um die Rolle der Frankophonie im mehrheitlich anglophonen Kanada geprägt, aus der viele Bemühungen um eine größere Souveränität Québecs hervorgehen, die von erweiterten Kompetenzen über eine Assoziation mit Kanada bis hin zu einer vollständigen Sezession reichen. 1980 und im Québec-Referendum 1995 scheiterten in der Provinz Abstimmungen über ihre staatliche Unabhängigkeit.
Zur indigenen Bevölkerung Québecs, die hier meist als autochthone(s) bezeichnet wird, zählen 39 anerkannte Premières Nations (Indianer), die sprachlich zu den Gruppen der Irokesen (wie etwa Mohawk, Wyandot) und Algonkin (Cree, Mi'kmaq) zählen, sowie die Inuit (mit ihrer Sprache Inuktitut).

## Geographie

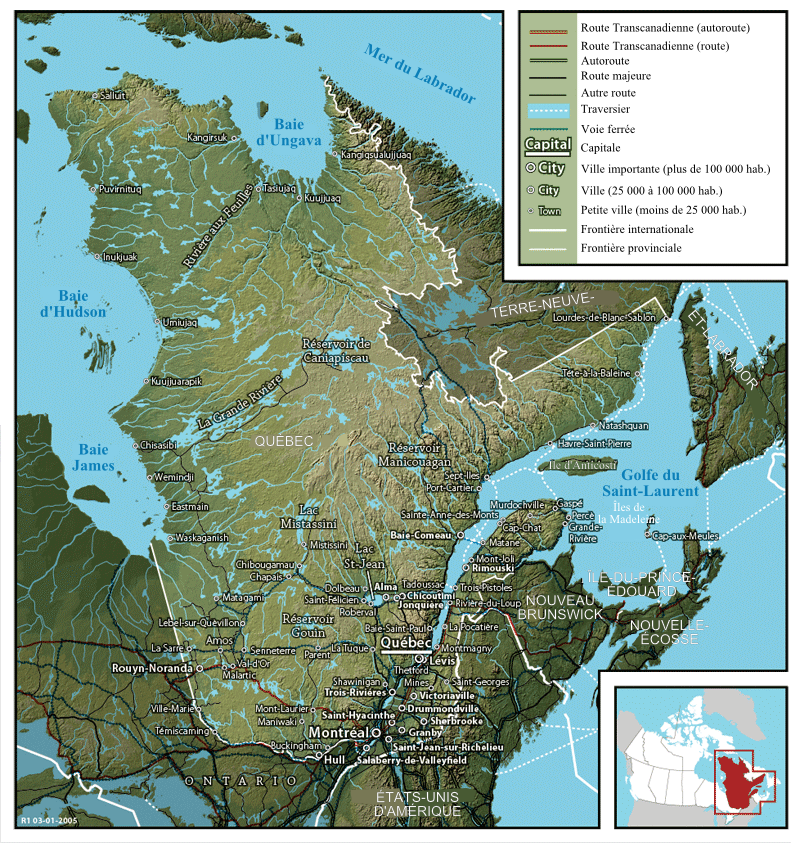
Karte Québecs

Québec liegt im Osten Kanadas und grenzt im Westen an die Provinz Ontario und die Hudson Bay, im Osten an die Provinzen Neufundland und Labrador und New Brunswick sowie den Sankt-Lorenz-Golf, im Süden an die Vereinigten Staaten (Bundesstaaten Maine, New Hampshire, Vermont, New York) sowie im Norden an der Hudsonstraße an Nunavut. Die Provinz ist sehr ausgedehnt – etwa dreimal so groß wie Frankreich – und äußerst dünn besiedelt. Höchster Punkt ist der Mont d’Iberville (1652 m bzw. 5420 Fuß), bei den englischsprachigen Kanadiern als Mount Caubvick bekannt, der in den Torngatbergen auf der Grenze zwischen Québec und Neufundland und Labrador gelegen ist. Auf der Seite von Québec liegt jedoch tatsächlich nur der etwa 30 cm niedrigere Nebengipfel mit 5419 Fuß Höhe, während sich der 5420 Fuß hohe eigentliche Gipfel des Mount Caubvick circa 10 Meter nordöstlich der Provinzgrenze Quebecs befindet und damit vollständig auf dem Gebiet Labradors liegt.
Der Sankt-Lorenz-Strom, der die Provinz in großem Maße prägt, gehört als Ausfluss der Großen Seen zu den mächtigsten Flüssen der Welt. Im 17. und 18. Jahrhundert ermöglichte er den französischen Forschern und Siedlern einen leichten Zugang vom Atlantischen Ozean ins Landesinnere. Seit 1959 bildet er einen Teil des Sankt-Lorenz-Seewegs. Nordöstlich der Provinzhauptstadt Québec weitet sich der Fluss zum weltweit größten Ästuar und mündet in den Sankt-Lorenz-Golf. Die größte Insel in diesem Golf und größte Insel der Provinz ist Anticosti nördlich der Gaspésie-Halbinsel.

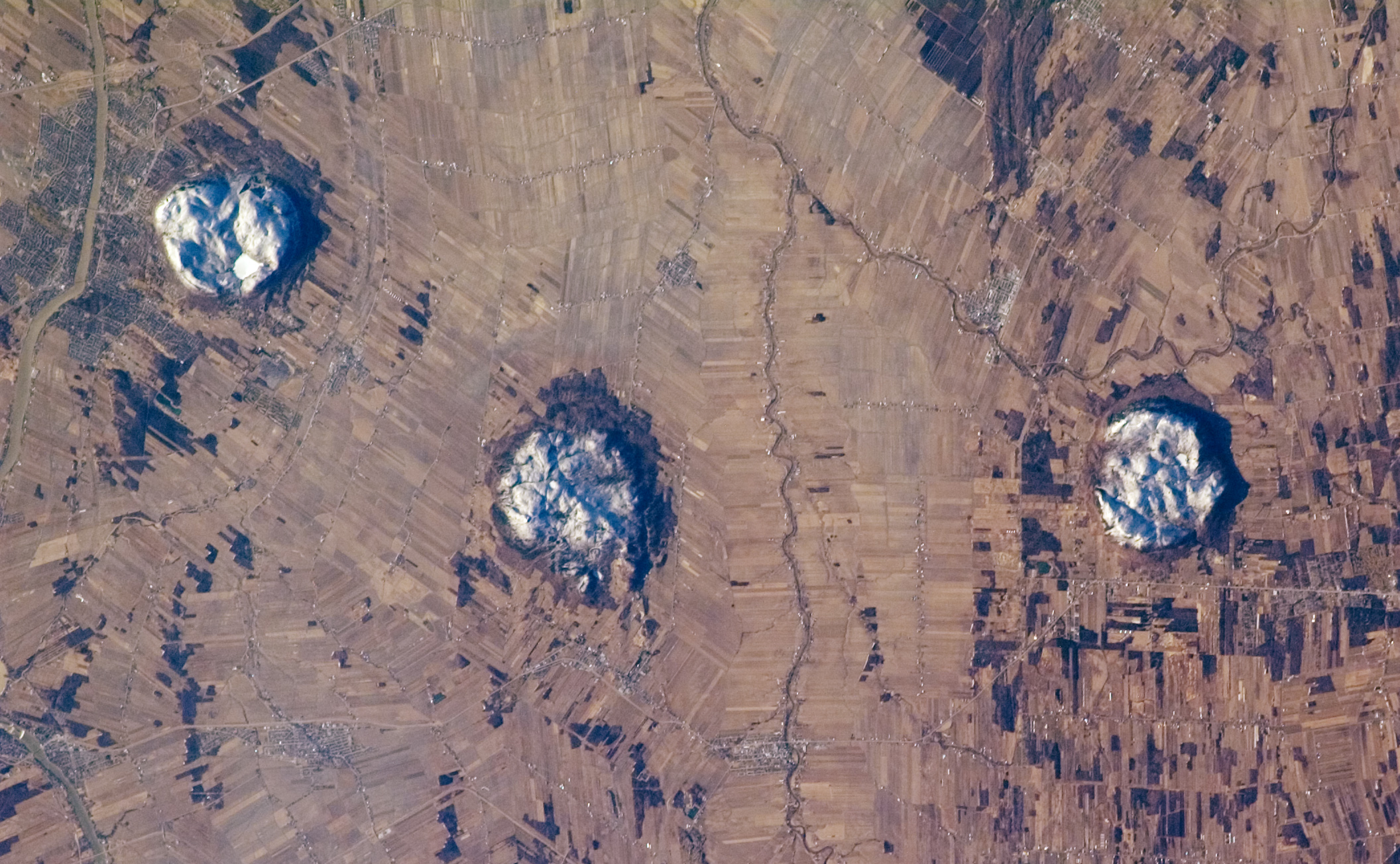
Satellitenfoto von drei Hügeln der Montérégie-Hügelkette

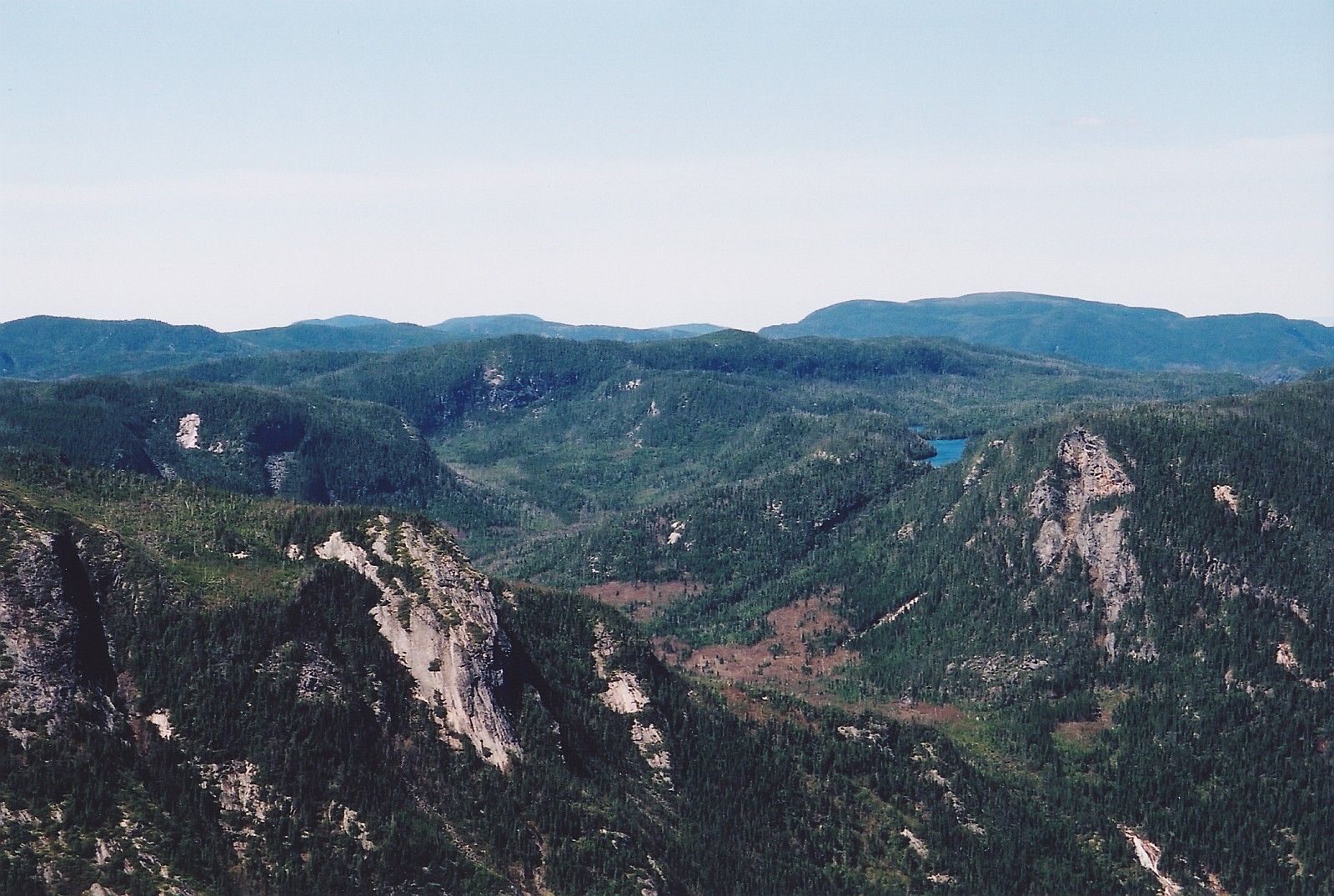
Die Laurentinischen Berge

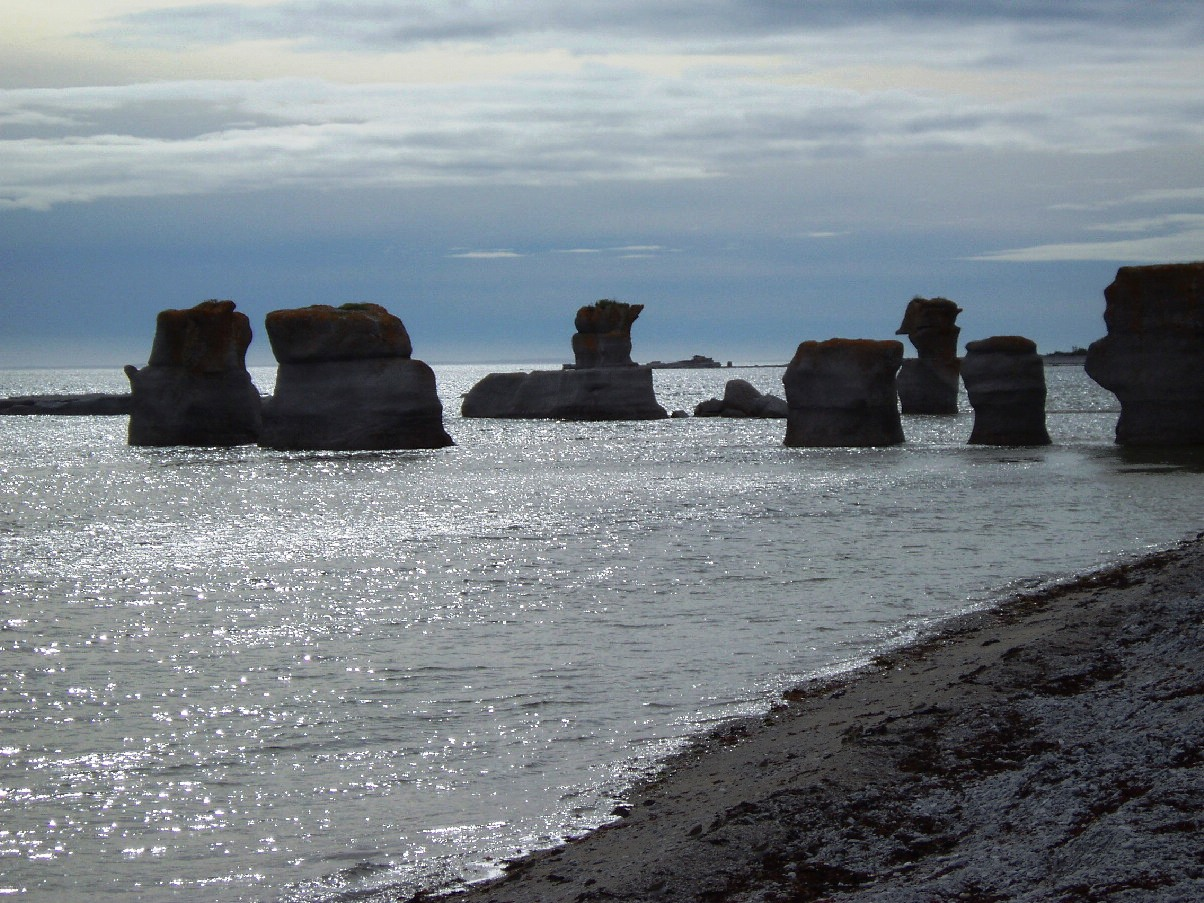
Monolithen auf der Insel Quarry vor Havre-St-Pierre

Die mit Abstand am dichtesten besiedelte Region innerhalb der Provinz Québec ist das Sankt-Lorenz-Tiefland, das sich vom Südwesten entlang des Stroms in Richtung Nordosten über Montreal und Trois-Rivières bis zum Ballungsgebiet der Stadt Québec erstreckt. Die Landschaft ist flach und tief gelegen, mit Ausnahme einiger felsiger Hügel aus magmatischem Gestein bei Montréal, die als Montérégie-Hügel bezeichnet werden. Die jüngsten Sedimentablagerungen entstanden vor rund 14.000 Jahren, als am Ende der Würmeiszeit das seichte Champlainmeer aufgefüllt wurde. Die Kombination aus fruchtbarem Boden und dem mildesten Klima der Provinz machen das Tal zur landwirtschaftlich am meisten genutzten Region.
Mehr als vier Fünftel der Fläche Québecs liegen auf der Labrador-Halbinsel, die zum Kanadischen Schild gehört. Die Landschaft ist überwiegend unwirtlich und spärlich besiedelt, weist aber reiche Vorkommen an Bodenschätzen und große Wasserkraftressourcen auf. Der am nördlichsten gelegene Teil, die Region Nunavik auf der Ungava-Halbinsel, besteht aus arktischer Tundra. Weiter südlich schließt sich ein mehrere hundert Kilometer breiter Streifen mit borealem Nadelwald an. Die Begrenzung des Schilds bilden die Laurentinischen Berge, einer der ältesten Gebirgszüge der Welt. An der südöstlichen Grenze der Provinz erstrecken sich die Appalachen, die von Mischwäldern bedeckt sind.

### Klima
Québec besitzt drei klimatische Hauptregionen. Der Süden und Westen mit den größten Ballungsgebieten wird von einem feuchten Kontinentalklima (Effektive Klimaklassifikation Dfb) mit warmen, feuchten Sommern und langen, kalten Wintern geprägt. Die bedeutendsten klimatischen Beeinflussungen kommen aus West- und Nordkanada sowie den südlichen und zentralen Vereinigten Staaten. Infolge des Einflusses von Sturmsystemen aus dem Herzen Nordamerikas und dem Atlantik fallen das ganze Jahr über reichliche Niederschläge. In den meisten Gebieten fällt pro Jahr mehr als 1000 mm Niederschlag, davon 300 mm Schnee. Im Sommer sind extreme Wettersituationen wie Tornados und Gewitter weit weniger verbreitet als etwa im südlichen Ontario, treten aber auch hier gelegentlich auf.
Ein Großteil des zentralen Provinzgebietes hat ein boreales Klima (Klasse Dfc). Die Winter sind hier lang und zählen zu den kältesten in Kanada, während die Sommer warm, aber aufgrund der hohen Breitenlage und des Einflusses arktischer Luftmassen nur kurz sind. Die Niederschlagsmenge ist außer auf den höheren Erhebungen etwas niedriger als im Süden.
Die nördlichen Regionen der Provinz haben ein Polarklima (Klasse ET) mit sehr kalten Wintern und kurzen, weitaus kühleren Sommern. Die wichtigsten klimatischen Einflüsse üben Strömungen des Arktischen Ozeans (wie zum Beispiel der Labradorstrom) und kontinentale Luftmassen aus der Arktis aus.

Klimaklassifikationen in Québec

### Verwaltungsgliederung

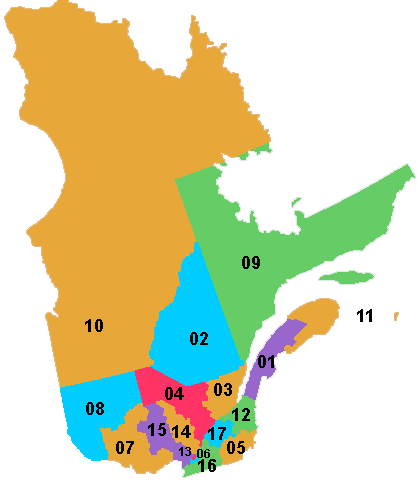
Verwaltungsregionen

Québec ist in 17 Verwaltungsregionen (französisch régions administratives) untergliedert. Diese wiederum setzen sich aus regionalen Grafschaftsgemeinden (municipalités régionales de comté, MRC) zusammen, die gewisse überregionale Verwaltungsaufgaben übernehmen. Dazu gehören die Erstellung eines Flächennutzungsplanes, die Wasserversorgung sowie die Abfallwirtschaft. 14 kreisfreie Städte führen die Aufgaben der MRC selber aus. In den Ballungsgebieten Québec und Montréal gibt es als zusätzliche Ebene den Metropolverband (communauté métropolitaine, CM). Diese Gliederung ersetzt seit den 1980er Jahren die frühere Unterteilung in Grafschaften (comtés).
Die unterste Ebene der kommunalen Selbstverwaltung schließlich bilden die Gemeinden. Als Gemeindeformen gibt es in Québec die Stadt (ville), die Gemeinde (municipalité), das Dorf (village), den Sprengel (paroisse), die Kantonsgemeinde (canton) sowie die nordischen, Cree- und Naskapi-Dörfer (villages nordique, cri et naskapi).

## Geschichte

### Vorgeschichte und europäische Erforschung
Québec war ursprünglich das Siedlungsgebiet indigener Völker wie Inuit, Mohawks, Cree, Algonkin, Innu, Atikamekw, Mi’kmaq, Wyandot, Abenaki, Maliseet und Naskapi. Während die meisten Völker im Kanadischen Schild und in den Appalachen ein nomadisches Leben als Jäger, Sammler und Fischer führten, waren die Sankt-Lorenz-Irokesen sesshaft und betrieben Landwirtschaft.
Baskische Walfänger und Fischer kamen ab etwa 1525 regelmäßig an die ostkanadische Küste und stießen bis zum Ästuar des Sankt-Lorenz-Stroms vor. Der erste europäische Entdecker, der ins Innere Québecs gelangte, war der Franzose Jacques Cartier. Er erreichte 1534 Gaspé und befuhr im darauf folgenden Jahr den Strom. Pierre Chauvin gründete 1600 einen ersten Handelsposten in Tadoussac an der Mündung des Flusses Saguenay.

### Neufrankreich

Karte Neufrankreichs von Samuel de Champlain (1612)

1608 gründete Samuel de Champlain die Stadt Québec, die zur Hauptstadt der Kolonie Neufrankreich ernannt wurde. Es bildeten sich Handelsbeziehungen und schließlich militärische Bündnisse mit den Algonkin und den Wyandot. Pelze wurden nach Frankreich exportiert, im Gegenzug erhielten die Indianer Metallwaren, Schusswaffen und Alkohol. Von der Stadt Québec aus erforschten Waldläufer (coureurs des bois) und katholische Missionare das Innere des nordamerikanischen Kontinents. Weitere Ansiedlungen wurden entlang des St. Lorenz-Stromes (Fleuve St. Laurent) noch im 17. Jahrhundert gegründet (Montréal 1642).
Der Name „Québec“, das in der Algonkin-Sprache „wo der Fluss sich verengt“ bedeutet, bezog sich ursprünglich auf das Gebiet um die Stadt Québec, wo der Sankt-Lorenz-Strom sich durch eine von steilen Felsen begrenzte Engstelle zwängt. Frühe Variationen der Schreibweise des Namens sind Québecq (1601) und Kébec (1609).
1627 gewährte König Ludwig XIII. der Compagnie de la Nouvelle-France das Monopol auf den Pelzhandel, führte ein halb-feudales Landvergabesystem (régime seigneurial) ein und verbot die Ansiedlung von Nichtkatholiken. Sulpizianer und Jesuiten gründeten Missionen, um die Algonkin und Wyandot zu bekehren. Da die Kolonialisierung unter der Leitung der Compagnie nur sehr schleppend vorankam, wurde Neufrankreich 1663 unter Ludwig XIV. eine königliche Kolonie. Im Rahmen des King William’s War (1689–1697) wurde Québec erstmals von Neuengland aus angegriffen. Daraufhin wurden die Stadtbefestigungen verstärkt. Im Verlaufe der nächsten hundert Jahre stieg die Zahl der französischen Siedler, die sich Canadiens nannten, um das Zwanzigfache auf etwa 60.000 an. Wegen der Weigerung der Krone, den Hugenotten die Ansiedlung zu erlauben, blieb die Bevölkerungszahl weit hinter jener der Dreizehn Kolonien zurück.
1753 begann Frankreich mit dem Bau von Forts im Ohiogebiet, um den Einfluss Großbritanniens zurückzudrängen. Im darauf folgenden Jahr begann mit einem Scharmützel beim Fort Duquesne in der Nähe des heutigen Pittsburgh der Franzosen- und Indianerkrieg, der einen Teilkonflikt des Siebenjährigen Krieges bildete. Auf Seiten der Franzosen kämpften die Wyandot, während sich die Briten mit den Irokesen verbündeten. 1759 wurden die Franzosen in der Schlacht auf der Abraham-Ebene besiegt. Durch den Pariser Frieden 1763 fiel Neufrankreich an Großbritannien. Mit der Königlichen Proklamation wurde die Kolonie im selben Jahr in Provinz Québec umbenannt.

### Britische Herrschaft
Da die Assimilation der überwiegend französischsprachigen Bevölkerung gescheitert war, verabschiedete das britische Parlament 1774 den Quebec Act. Dieses Gesetz erkannte das französische Rechtssystem, Religionsfreiheit sowie die französische Sprache und Kultur an. Dadurch sollte verhindert werden, dass die Québecer sich den aufständischen Dreizehn Kolonien anschlossen.

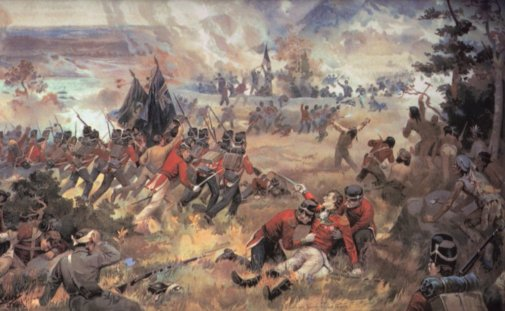
Die Schlacht von Queenston Heights, 13. Oktober 1812

Allerdings verärgerte das Gesetz auch die Dreizehn Kolonien, da es die Grenzen Québecs ins Ohiogebiet und in das Illinois Country verschob. Es war eines jener Intolerable Acts, die zum Ausbruch des Amerikanischen Unabhängigkeitskriegs führten. 1775 konnte die Invasion Québecs zurückgeschlagen werden. Zehntausende von Loyalisten flohen in das heutige Kanada. Mit dem Frieden von Paris wurden die Gebiete südlich der Großen Seen an die Vereinigten Staaten abgetreten.
Um den geflohenen Loyalisten entgegenzukommen, verabschiedete das britische Parlament das Verfassungsgesetz von 1791, das die Provinz Québec in das französischsprachige Niederkanada und das englischsprachige Oberkanada teilte und beiden Kolonien ein gewähltes Parlament gewährte. Die Spannungen zwischen den Vereinigten Staaten und Großbritannien entluden sich im Britisch-Amerikanischen Krieg, der von 1812 bis 1814 dauerte, letztlich aber ergebnislos endete.

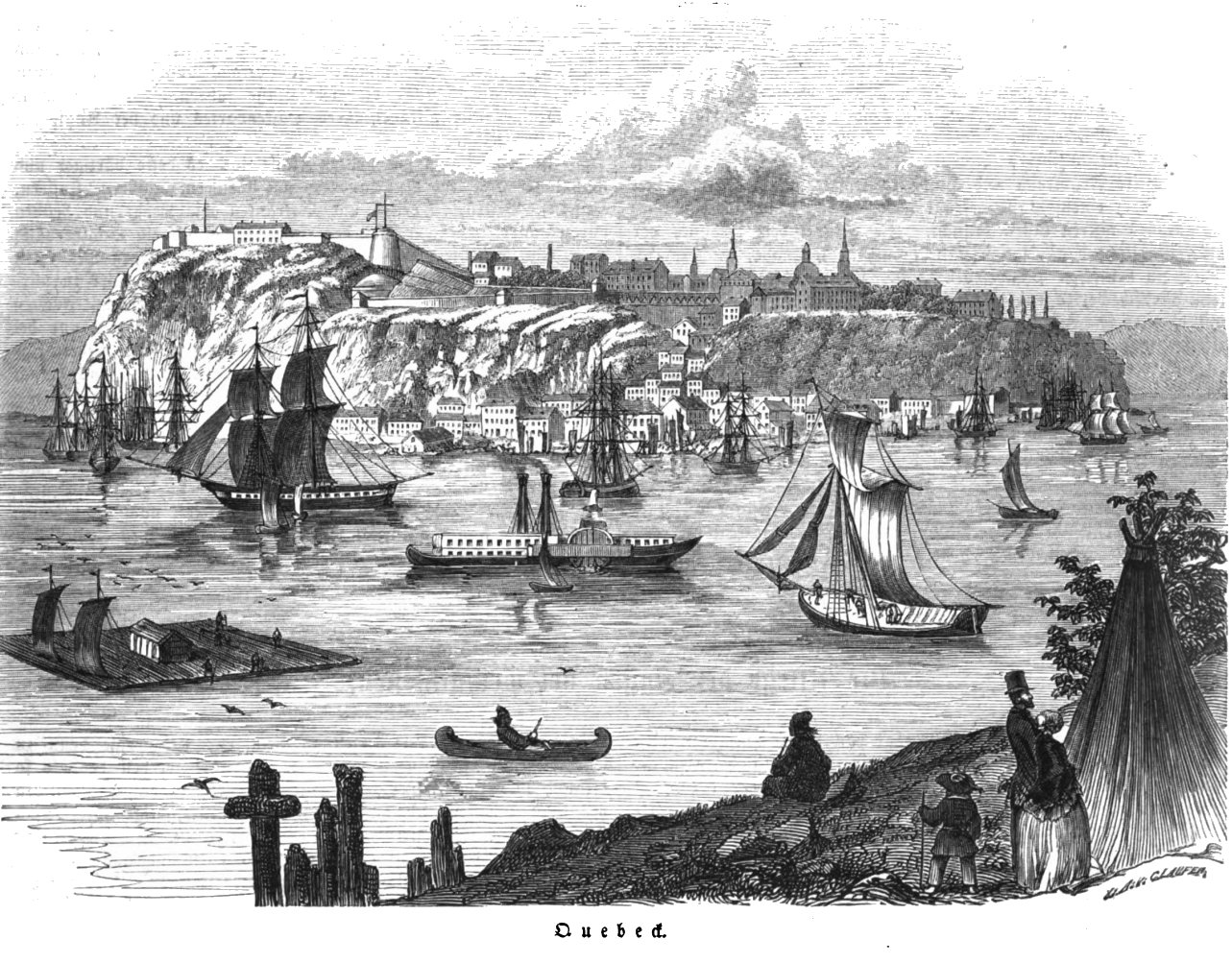
Québec (1854)

Wie im benachbarten Oberkanada bildeten Louis-Joseph Papineau und Robert Nelson im Jahr 1837 eine Rebellenbewegung, deren Ziel es war, die britische Kolonialherrschaft zu beenden (→ Rebellionen von 1837). Die britische Armee war zunächst völlig unvorbereitet, konnte den Aufstand jedoch niederschlagen. Gestützt auf einen Bericht von Lord Lambton, der die Ursachen des Aufstands untersucht hatte, wurden Nieder- und Oberkanada 1840 zur Provinz Kanada vereinigt. 1848 erhielt diese das Recht zur Selbstverwaltung und die erste demokratisch gewählte Regierung.

### Kanadische Provinz
In den 1860er Jahren begannen Delegierte verschiedener Kolonien, in Britisch-Nordamerika über eine Vereinigung zu verhandeln. Schließlich entstand am 1. Juli 1867 mit dem Inkrafttreten des British North America Act das Dominion Kanada, und die bisherige Provinz Kanada wurde in die Provinzen Ontario (das frühere Oberkanada) und Québec (das frühere Niederkanada) geteilt. Kanada als Ganzes war zwar mehrheitlich englischsprachig, in Québec jedoch bildeten die Frankophonen die Mehrheit.

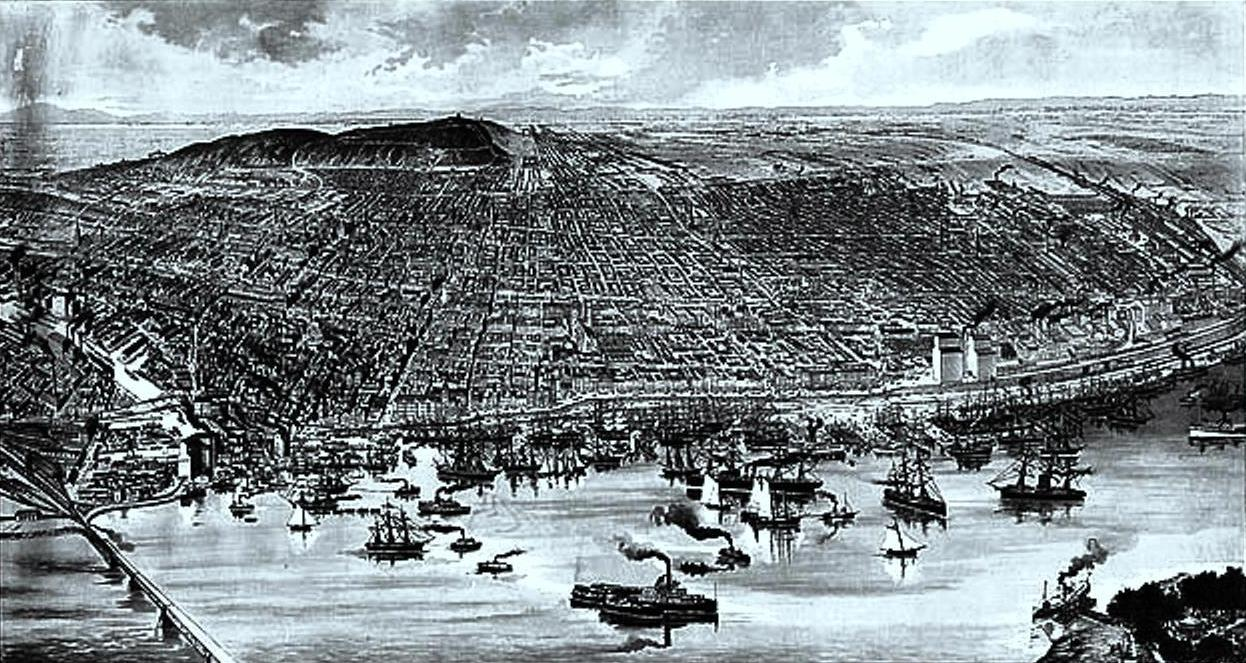
Montréal im Jahr 1889

1870 hatte die kanadische Bundesregierung Ruperts Land von der Hudson’s Bay Company erworben und die Nordwest-Territorien geschaffen. Während der nächsten Jahrzehnte trat die Bundesregierung große Teile dieser Territorien an bestehende Provinzen ab oder schuf neue Provinzen. In zwei Schritten konnte Québec seine Fläche um mehr als das Dreifache erweitern (siehe auch Territoriale Entwicklung Kanadas). Am 13. Juni 1898 erfolgte die erste Erweiterung bis zur Küste der James Bay. Ein zweites Gesetz schlug am 15. Mai 1912 den Ungava-Distrikt im Norden der Labrador-Halbinsel der Provinz zu. Am 11. März 1927 entschied das Justizkomitee des britischen Privy Councils in einem Grenzkonflikt zugunsten des damals eigenständigen Dominions Neufundland, woraufhin Québec einen Gebietsstreifen abtreten musste.
Hatte sich die Industrialisierung zunächst auf die Stadt Montreal beschränkt, so setzte diese ab dem späten 19. Jahrhundert auch in der übrigen Provinz ein. Damit einher ging eine rasche Urbanisierung der Provinz, verbunden mit einer hohen Geburtenrate. Vor allem im ländlichen Teil übte die Römisch-katholische Kirche einen großen Einfluss auf die Gesellschaft aus und dominierte das Erziehungswesen, während in den Städten eine kleine englischsprachige Elite das wirtschaftliche Geschehen kontrollierte. In den ersten Jahrzehnten des 20. Jahrhunderts setzte auch in den ländlichen Regionen die Industrialisierung ein, die auf der Weiterverarbeitung der natürlichen Ressourcen basierte.
Zwei ideologische Strömungen waren vorherrschend: Auf der einen Seite waren die Liberalen, welche die Modernisierung der wirtschaftlichen und gesellschaftlichen Strukturen forderten und im Wirtschaftswachstum und dem Ausbau des Bildungswesens die einzige Möglichkeit sahen, die Provinz in die Zukunft zu führen. Ihnen gegenüber standen konservative Nationalisten, die einen isolationistischen Kurs verfolgten, der auf den Werten des Katholizismus und des ländlichen Traditionalismus beruhte.
Bis Ende der 1950er Jahre wandte sich die Union nationale mit Maurice Duplessis an der Spitze konsequent gegen Reformen. Als jedoch 1960 die Parti libéral du Québec von Jean Lesage an die Macht kam, setzte sie einen Reformkurs in Gang, der die Gesellschaft und das Staatswesen Québecs von Grund auf modernisierte und als Stille Revolution (révolution tranquille) bekannt wurde. Die Regierung drängte unter dem Schlagwort Maître chez nous („Herr im eigenen Haus“) den Einfluss der römisch-katholischen Kirche zurück. Darüber hinaus verstaatlichte sie Hydro-Québec, einen Energiekonzern, dessen Erschließung der örtlichen Energiereserven die „Grundlage für eine durchgreifende Industrialisierung“ legte.

### Separatismus
Die Stille Revolution brachte aber auch eine neue Art des Nationalismus hervor, der nicht mehr auf den traditionellen Werten beruhte. Es entstanden mehrere, zum Teil militante, separatistische Bewegungen. Die Front de libération du Québec (FLQ) verübte zwischen 1963 und 1970 mehr als 200 Bombenanschläge und Banküberfälle, mit dem Ziel, aus der Provinz einen marxistischen Staat zu machen. Die Terrorwelle gipfelte in der Oktoberkrise und der kurzzeitigen Verhängung des Ausnahmezustands durch die Bundesregierung. In der Folge wurde die FLQ zerschlagen.

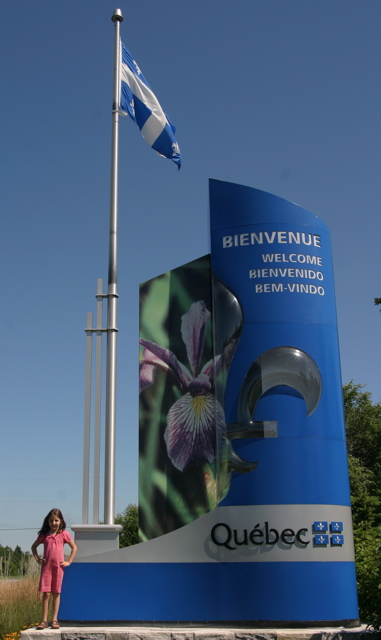
Flagge und Grenzschild der Provinz Québec

Hingegen versuchte die Parti Québécois von René Lévesque, Québec mit friedlichen Mitteln in die Unabhängigkeit zu führen. Ab 1976 bildete sie erstmals die Provinzregierung. Schon zwei Jahre zuvor war das Französische zur alleinigen Amtssprache erklärt worden, doch mit der 1977 erlassenen Charta der französischen Sprache wurde der Einfluss des Englischen auch im Alltag endgültig zurückgedrängt. Beim Québec-Referendum 1980 stimmten am 20. Mai 1980 59,6 % der Wähler nicht zuletzt aus wirtschaftlichen Überlegungen gegen eine Loslösung vom kanadischen Staatenverband. Andererseits hat die Provinz nach wie vor nicht die von Pierre Trudeau initiierte Verfassung von 1982 ratifiziert.
Bemühungen der Bundesregierung, Québec mit dem Meech Lake Accord und dem Charlottetown Accord als „sich unterscheidende Gesellschaft“ anzuerkennen, scheiterten 1989 bzw. 1992. Die Parti Québécois gelangte 1994 wieder an die Macht und setzte ein zweites Unabhängigkeitsreferendum an. Das Québec-Referendum 1995 scheiterte äußerst knapp mit 50,58 % Nein gegen 49,42 % Ja. Später wurde publik, dass die Föderalisten neunmal so viel Geld für die Abstimmungskampagne ausgegeben hatten wie die Separatisten, darunter auch Staatsgelder. Die Bundesregierung hatte durch eine erhöhte Anzahl an Einbürgerungen vor der Abstimmung ebenfalls Einfluss auf die Wahlen genommen. 1998 legte der Oberste Gerichtshof Kanadas in seiner Entscheidung Renvoi relatif à la sécession du Québec fest, dass eine Provinz sich nicht einseitig für unabhängig erklären könne.
Auf Initiative des konservativen Premierministers Stephen Harper erkannte das kanadische Unterhaus die Québecer am 27. November 2006 als „Nation innerhalb eines geeinten Kanadas“ an. Harper sagte, dass dies Kanadas Einheit nicht in Frage stellt.

## Bevölkerung
| Jahr | Einwohner | Jahr | Einwohner |
| ---- | --------- | ---- | --------- |
| 1851 | 0892.061  | 1941 | 3.331.882 |
| 1861 | 1.111.566 | 1951 | 4.055.681 |
| 1871 | 1.191.516 | 1961 | 5.259.211 |
| 1881 | 1.359.027 | 1971 | 6.027.765 |
| 1891 | 1.488.535 | 1981 | 6.438.403 |
| 1901 | 1.648.898 | 1991 | 6.895.963 |
| 1911 | 2.005.776 | 2001 | 7.237.479 |
| 1921 | 2.360.665 | 2011 | 7.903.001 |
| 1931 | 2.874.255 | 2021 | 8.501.833 |

Im Jahre 1608, im Gründungsjahr der Stadt, zählte Québec mit den ersten Kolonisten unter Samuel de Champlain lediglich 28 Einwohner, die ausschließlich Männer waren. Die ersten Frauen kamen erst ab 1617 nach Neufrankreich. Nach der allerersten Volkszählung auf dem amerikanischen Kontinent, die Intendant Jean Talon am 12. September 1665 begann vorzunehmen und die ein volles Jahr dauerte, hatte die Stadt Québec gerade einmal 547 Einwohner erreicht. Die wichtigste Erkenntnis dieser Volkszählung bestand daraus, dass der männliche Bevölkerungsanteil doppelt so hoch war wie der weibliche. Die größeren Ansiedlungen wie Trois-Rivières, Montréal und Québec sowie die dünne Landbevölkerung hatten zusammengenommen 3.215 Einwohner. Dabei stand die Umgegend der Hauptstadt von Neufrankreich Québec mit über 2.000 Einwohnern an der Spitze. 1754, zwei Jahre vor Ausbruch des Siebenjährigen Krieges, waren es bereits 55.009 Einwohner. Im Jahr 1806 schließlich war die Einwohnerzahl von 250.000 erreicht.
Die zusammengefasste Fruchtbarkeitsziffer lag 2021 bei 1,58. Damit war sie höher als in Kanada insgesamt, wo die Fertilitätsrate im selben Jahr bei 1,43 lag, aber auch weit unter der Reproduktionsziffer von 2,1. Dies steht im Gegensatz zu der Rate vor 1960, als sie zu den höchsten innerhalb aller Industriegesellschaften zählte. Trotz des Rückgangs der Fruchtbarkeit war die Geburtenziffer 2020 mit 9,6 ‰ immer noch höher als die Sterbeziffer mit 7,9 ‰. Die Lebenserwartung lag 2020 bei 80,61 für Männer und bei 84,05 Jahren für Frauen (insgesamt 82,34 Jahre).
Bei der Volkszählung 2001 bezeichneten sich 68,7 % der Bevölkerung als „Kanadier“. 29,6 % waren französischer, 4,1 % irischer, 3,5 % italienischer, 3,1 % englischer und 2,2 % schottischer Abstammung (Mehrfachantworten möglich). Der Anteil der statistisch erfassten Ureinwohner ist gering (1,8 % First Nations, 0,3 % Métis, 0,1 % Inuit). Allerdings verweigern zahlreiche Stämme aus politischen Gründen die Teilnahme an Volkszählungen, solange ihr Status rechtlich nicht endgültig geklärt ist.

### Sprache
Québec ist die einzige kanadische Provinz, deren Amtssprache ausschließlich Französisch ist. 79,0 % gaben bei der Volkszählung 2001 an, französischer Muttersprache zu sein. Der Anteil der englischen Muttersprachler betrug 7,7 %. Allerdings gaben 40,8 % an, fließend zweisprachig (Französisch und Englisch) zu sein. Im Großraum Montréal ist der Anteil der französischen Muttersprachler mit 65 % merklich geringer als im Rest der Provinz. Die sogenannten „Allophonen“, deren Muttersprache weder Französisch noch Englisch ist, machen 11,9 % der Bevölkerung aus. Den größten Anteil hat das Italienische mit 1,8 %, gefolgt von Arabisch (1,6 %) und Spanisch (1,5 %).
43.665 Personen (0,6 %) gaben 2011 an, eine Sprache der Ureinwohner zu sprechen. 2008 sprachen 47 % aus der Gesamtzahl der First Nations von 71.000 eine Sprache der Ureinwohner als Muttersprache. Dies sind insbesondere Cree und andere Algonkin-Sprachen sowie Inuktitut.
Das gesprochene Französisch in Québec variiert diatopisch, diastratisch und diaphasisch, das heißt mit dem geographischen Ort, mit der sozialen Schicht und der Sprechsituation. Das Spektrum ist fließend zwischen internationalem Französisch (zum Beispiel in den Medien) mit einigen lexikalischen Québecismen einerseits und für Fremde fast unverständlichen, stark durch andere Sprachen (vor allem Englisch) beeinflussten Dialekten („Joual“) andererseits. Die Umgangssprache liegt dazwischen, als ein in Aussprache und Vokabular stark gefärbtes Französisch.

### Religion
Québec ist mit seinem hohen Anteil katholischer Christen einzigartig in Kanada. Dies ist darauf zurückzuführen, dass in der Kolonie Neufrankreich anfangs nur Katholiken angesiedelt wurden, später auch auf die Einwanderung von Iren. Als Schutzpatron Québecs gilt Johannes der Täufer.
90,2 % der Bevölkerung bezeichneten sich bei der Volkszählung 2001 als Christen (83,4 % Katholiken, 4,7 % Protestanten, 1,4 % Orthodoxe und 0,8 % andere Christen). Der Anteil der Muslime lag bei 1,5 %, jener der Juden bei 1,3 %. Zum Buddhismus bekannten sich 0,6 %, zum Hinduismus 0,3 %. Keine Angaben machten 5,8 %.

### Größte Städte nach Einwohnerzahl

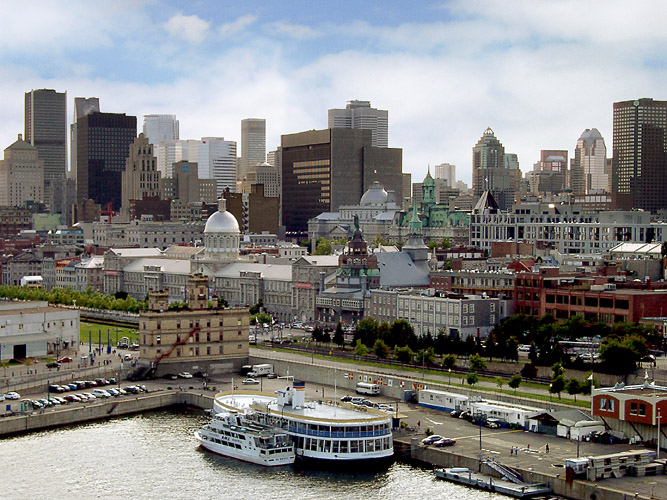
Montréal

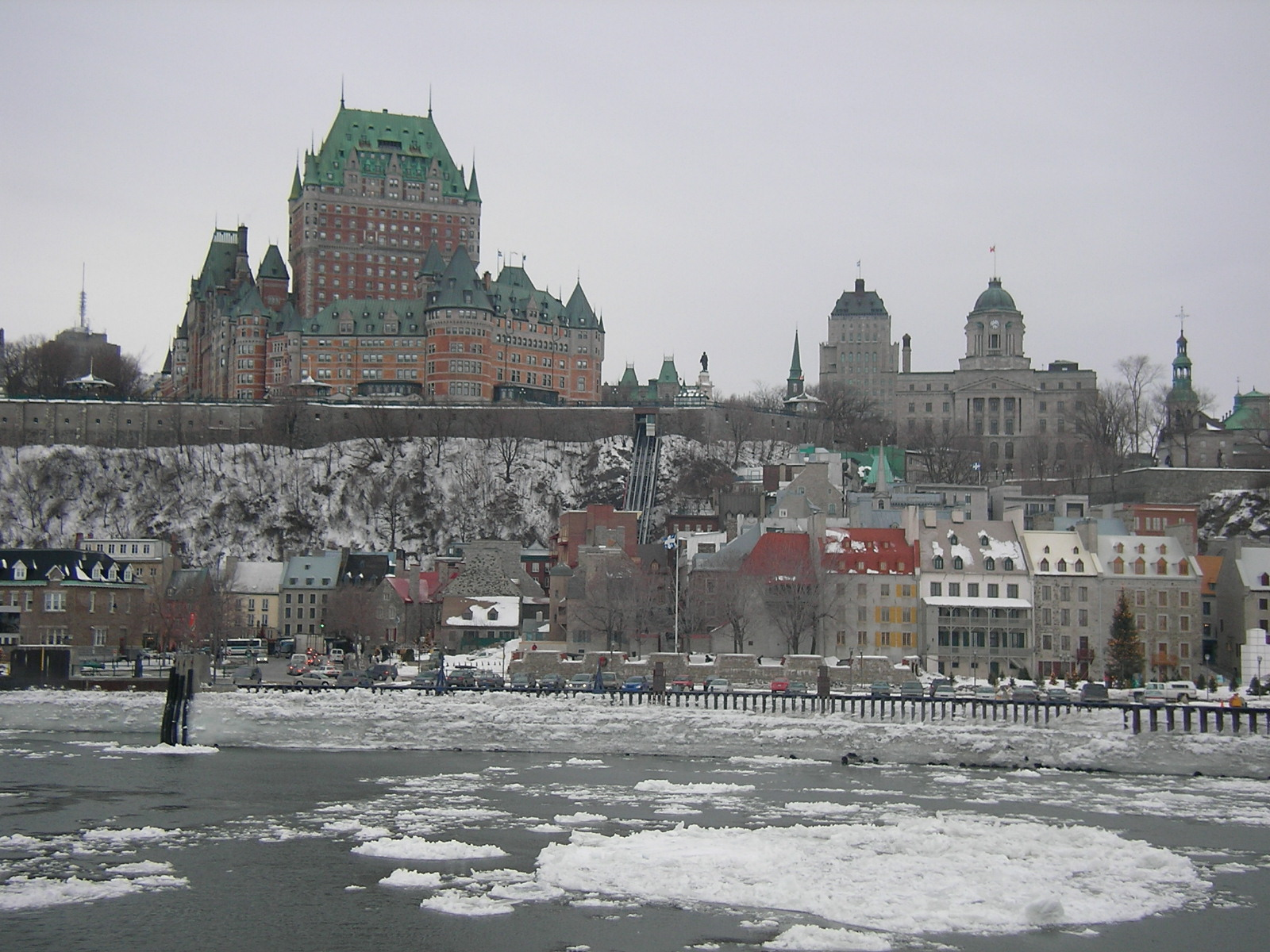
Québec mit dem Château Frontenac

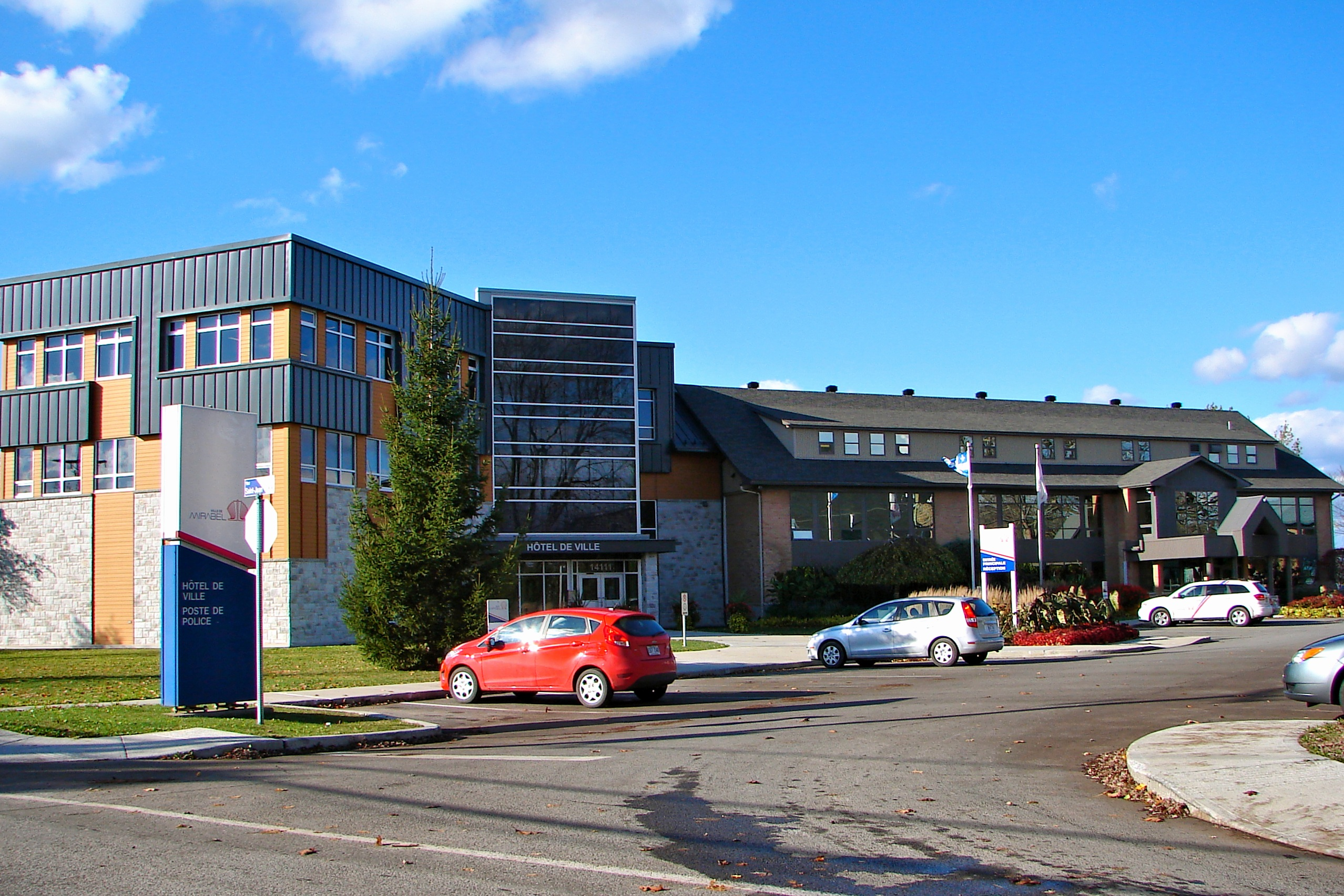
In Mirabel hat sich seit 2000 die Einwohnerzahl fast verdoppelt.

Quelle: Statistics Canada
| Rang | Stadt                    | 2001      | 2006      | 2011      | 2016      |
| ---- | ------------------------ | --------- | --------- | --------- | --------- |
| 1.   | Montreal                 | 1.583.590 | 1.620.693 | 1.649.519 | 1.704.694 |
| 2.   | Québec                   | 476.330   | 491.142   | 516.622   | 531.902   |
| 3.   | Laval                    | 343.005   | 368.709   | 401.553   | 422.993   |
| 4.   | Gatineau                 | 226.696   | 242.124   | 265.349   | 276.245   |
| 5.   | Longueuil                | 225.761   | 229.330   | 231.409   | 239.700   |
| 6.   | Sherbrooke               | 138.785   | 147.427   | 154.601   | 161.323   |
| 7.   | Saguenay                 | 147.133   | 143.692   | 144.746   | 145.949   |
| 8.   | Lévis                    | 121.999   | 130.006   | 138.769   | 143.414   |
| 9.   | Trois-Rivières           | 122.395   | 126.323   | 131.338   | 134.413   |
| 10.  | Terrebonne               | 80.536    | 94.703    | 106.322   | 111.575   |
| 11.  | Saint-Jean-sur-Richelieu | 79.600    | 87.492    | 92.394    | 95.114    |
| 12.  | Repentigny               | 72.218    | 76.237    | 82.000    | 85.721    |
| 13.  | Brossard                 | 65.026    | 71.154    | 79.273    | 84.285    |
| 14.  | Drummondville            | 63.029    | 67.392    | 71.852    | 75.423    |
| 15.  | Saint-Jérôme             | 59.614    | 63.729    | 68.456    | 74.346    |
| 16.  | Granby                   | 55.456    | 59.385    | 63.433    | 66.222    |
| 17.  | Blainville               | 36.029    | 46.493    | 53.510    | 56.863    |
| 18.  | Saint-Hyacinthe          | 50.394    | 51.616    | 53.236    | 55.648    |
| 19.  | Mirabel                  | 27.315    | 34.626    | 41.957    | 50.513    |
| 20.  | Shawinigan               | 52.040    | 51.904    | 50.060    | 49.349    |

## Politik

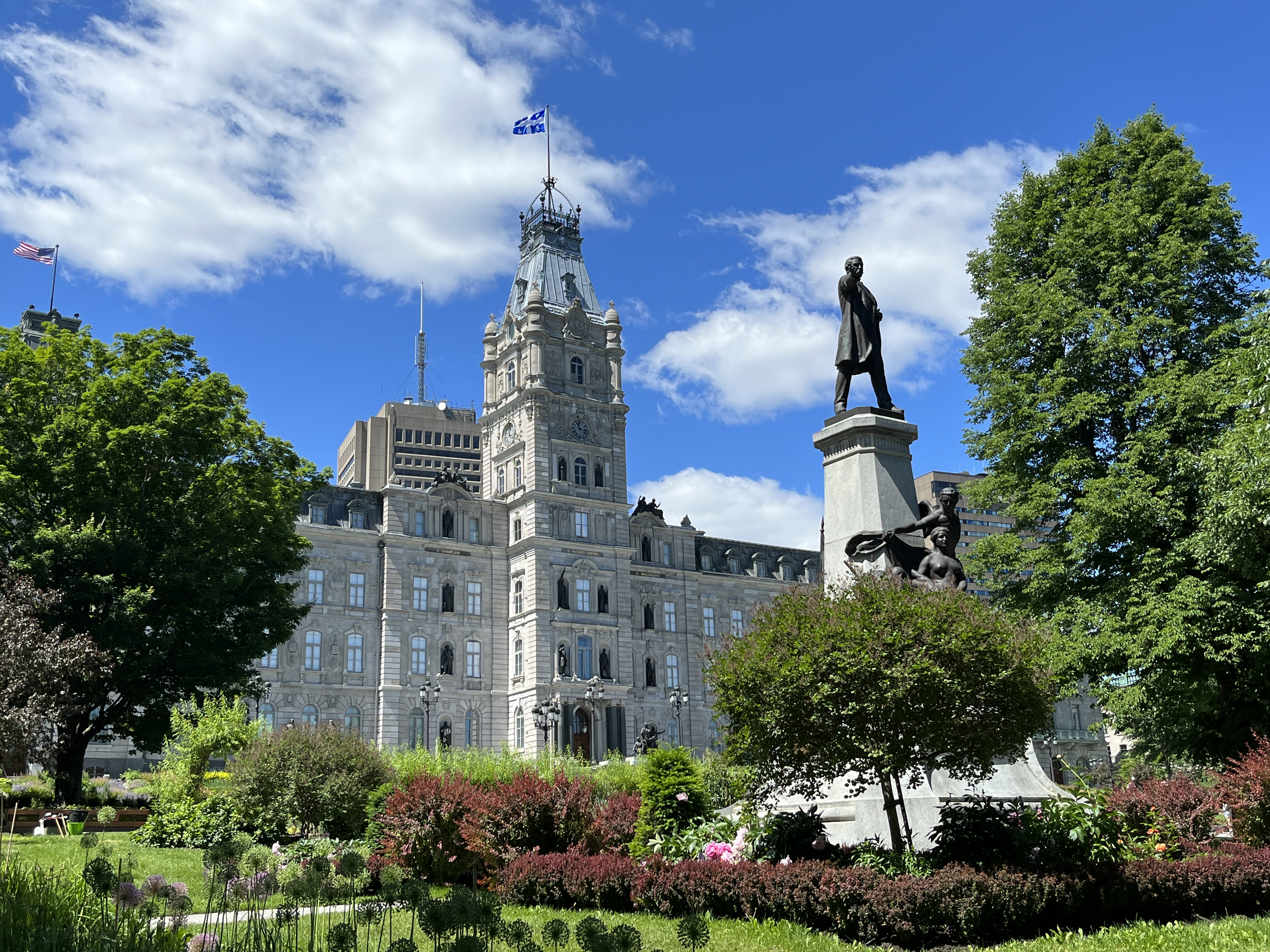
Das Hôtel du Parlement in der Stadt Québec, Sitz der Nationalversammlung

Das politische System Québecs basiert auf dem Westminster-System, mit einem Einkammerparlament, der Nationalversammlung von Québec (Assemblée nationale du Québec). Diese besteht aus 125 Mitgliedern, die in ebenso vielen Wahlkreisen nach dem Mehrheitswahlsystem gewählt werden. Der Vizegouverneur kann in Absprache mit dem Premierminister innerhalb eines bestimmten Zeitrahmens (spätestens nach fünf Jahren) das Parlament vorzeitig auflösen und Neuwahlen ansetzen, der britischen Parlamentstradition entsprechend. Premierminister ist stets der Vorsitzende derjenigen Partei, welche die meisten Sitze errungen hat. Bis 1968 existierte ein Oberhaus mit ernannten Mitgliedern, der Legislativrat.
Seit dem 18. Oktober 2018 hat François Legault von der Coalition Avenir Québec das Amt des Premierministers inne; seine Partei bildet mit 74 Sitzen eine Mehrheitsregierung. Ebenfalls in der Nationalversammlung vertreten sind die separatistische Parti Québécois, die Parti libéral du Québec und die linksalternative Québec solidaire. Amtierende Vizegouverneurin ist Manon Jeannotte.
Québec stehen zurzeit 78 Sitze im Unterhaus und gemäß der kanadischen Verfassung 24 Sitze im Senat von Kanada zu. Wie in Kanada üblich, wird auch diese Provinz auf Bundesebene von Parteien vertreten, die nicht in der Provinzpolitik involviert sind. Seit der Unterhauswahl am 28. April 2025 hält die regierende Liberale Partei 35 Sitze und der separatistische Bloc Québécois nur noch 32 Sitze, daneben entsendet Québec einen Vertreter der Neuen Demokratischen Partei und zehn Vertreter der Konservativen Partei.
In einigen Staaten unterhält die Regierung von Québec Auslandsvertretungen. In Deutschland befindet sie sich in München (Bayern unterhält gleichsam eine Vertretung in Montréal) mit einem Büro in Berlin, direkt nördlich vom Brandenburger Tor, unweit der Französischen Botschaft.

## Wirtschaft und Infrastruktur
Québecs Wirtschaft hat sich in den vergangenen Jahren mehrfach gewandelt.

### Energie und Rohstoffe
Seit 1971 treibt die Provinzregierung den Bau von Wasserkraftwerken im Einzugsbereich der James Bay voran, vor allem am Fluss La-Grande, mit einer Länge von 893 km. Das Baie-James-Wasserkraftprojekt wird von Hydro-Québec betrieben, die sich in Provinzbesitz befindet. Heute produzieren die Kraftwerke in dieser Region pro Jahr bereits über 83 Terawattstunden (TWh) an Energie.
Das Gebiet von Québec erweist sich als besonders reich an natürlichen Ressourcen mit seinen Seen, Flüssen, riesigen Wäldern. Infolgedessen gehören die Papier- und Holzindustrie sowie die Gewinnung elektrischer Energie aus Wasserkraft zu den wichtigsten Industrien der Provinz.

### Landwirtschaft
Das Tal des Sankt-Lorenz ist eine sehr fruchtbare Region; man baut Obst, Gemüse und Getreide an. Auch ist Québec der wichtigste Lieferant von Ahornsirup. Daneben wird Viehzucht betrieben.

### Industrie
In den großen Städten findet man auch zahlreiche andere Industrieunternehmen. Zu den größten Industriebereichen zählen Luft- und Raumfahrt, Informationstechnologie, Software und Multimedia.

### Tourismus
Tourismus ist ein wichtiger Wirtschaftszweig in der Provinz mit etwa 28 Millionen Besuchern im Jahr 2011. Von ihm sind 400.000 Arbeitsplätze direkt und ca. 48.000 indirekt abhängig. Neben kanadischem Binnentourismus kommen die meisten Touristen (in dieser Reihenfolge) aus den USA, Frankreich, Großbritannien, Deutschland, Mexiko und Japan.

## Umwelt

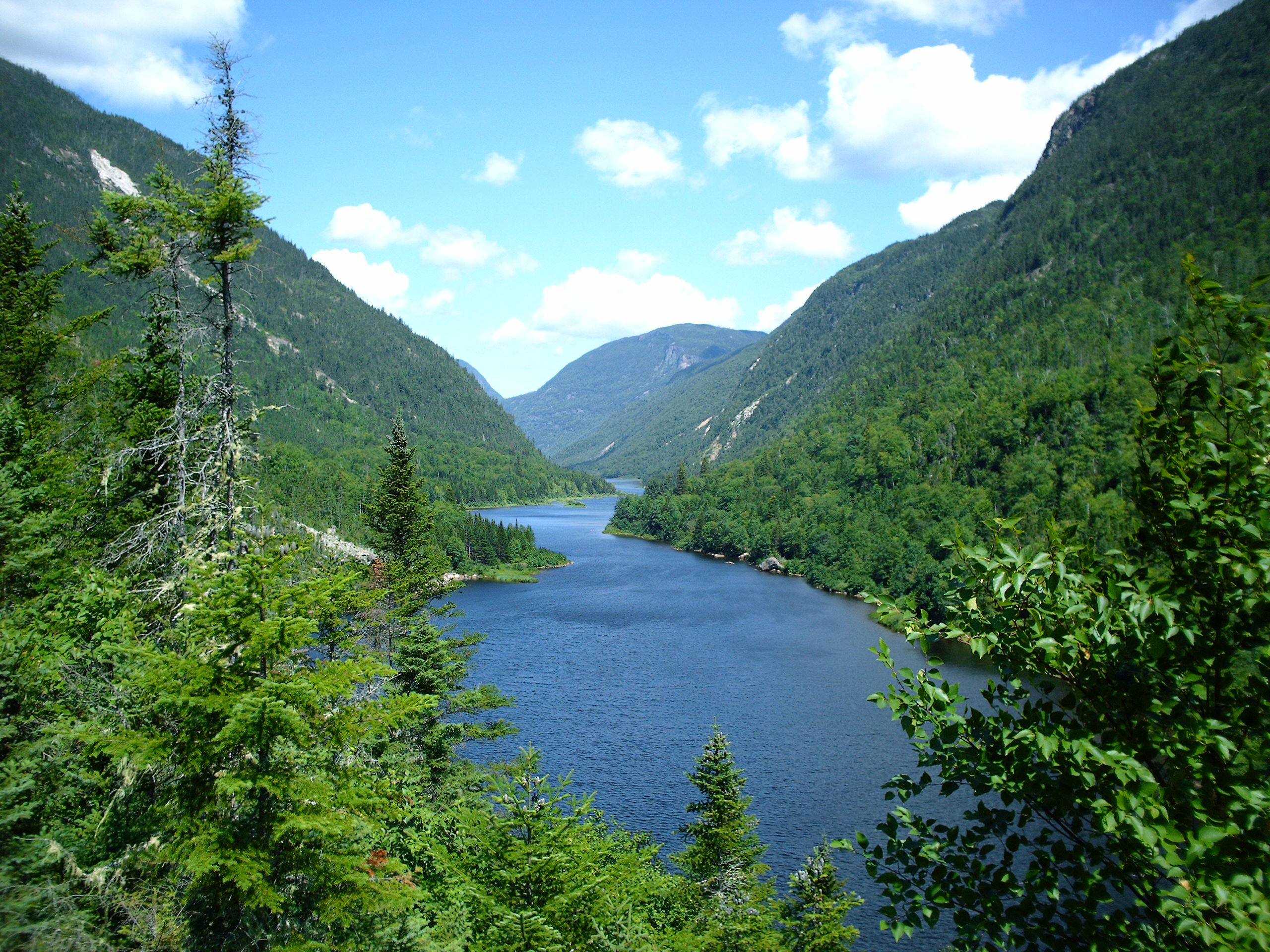
Nationalpark Hautes-Gorges-de-la-Rivière-Malbaie, Rivière Malbaie

Das kanadische Umweltministerium Environment Canada verwaltet über Parcs Canada zwei Nationalparks in der Provinz, die zusammen eine Fläche von 781 km² aufweisen; hinzu kommt eine sogenannte Réserve de parc national mit 150 km², sowie eine Aire marine nationale de conservation, der Parc marin du Saguenay–Saint-Laurent mit 1246 km². Dieses Schutzgebiet wird zusammen mit dem Québecer Ministerium verwaltet. Als Schutzgebiet gilt schließlich auch die Grosse-Île-et-le-Mémorial-des-Irlandais, die allerdings eher von historischer Bedeutung ist. Für das Ministerium verwaltet der Service canadien de la faune 8 gesonderte Tierschutzgebiete (Réserves nationales de faune) mit 58 km² und 27 Schutzgebiete für Zugvögel mit zusammen 518 km² Fläche. Schließlich kommen noch 71 Réserves écologiques hinzu, mit insgesamt 950 km² Fläche. Zu 67 von ihnen ist der Zugang strikt verboten. 21 Parcs nationaux kommen hinzu, deren irreführender Name zu Verwechslungen mit den kanadischen Nationalparks führt, doch entspricht ihr Status eher dem eines Provinzparks. Zur Unterscheidung werden sie als Parcs nationaux du Québec im Unterschied zu den echten Nationalparks bezeichnet, die Parcs nationaux du Canada heißen. Die Québecer Schutzgebiete sind ganz überwiegend klein, und ihre Bedeutung für den Erhalt von Tierarten wie dem Karibu ist eher gering. Mit dem 2009 eingerichteten Parc national Kuururjuaq im Norden Labradors ist erstmals ein großer Park von über 4000 km² entstanden.
Einer gesonderten Commission de la capitale nationale, die dem Ministerium für Transport, Infrastruktur und Gesellschaften untersteht, untersteht der Parc de la Gatineau und der Parc du Lac-Leamy, die eine Fläche von 364 km² aufweisen.

## Bildung und Forschung
Québec verfügt über 18 Hochschulen bzw. Universitäten, die international gut aufgestellt sind. In einigen Universitäten wird in französischer Sprache, in anderen auf Englisch gelehrt. Zu den größten Universitäten der Provinz gehören die Universität Montreal mit rund 55.000 Studenten in fünfzehn Fachbereichen, die Concordia University mit 43.000 Studenten in sechs Fachbereichen und die Université du Québec à Montréal, an der über 41.000 Studenten in sieben Fachbereichen immatrikuliert sind. Von größerer internationaler Bedeutung ist darüber hinaus die englischsprachige Montrealer Universität McGill. Daneben befinden sich mehrere mittelgroße staatliche Hochschulen sowie kleinere private Einrichtungen, die auch Programme auf Englisch anbieten. In der Regel bieten alle Hochschulen staatlich anerkannte Abschlüsse auf Bachelor-, Master und Promotionsebene an.